# Antonin Varenne
Pour les articles homonymes, voir Varenne.
Antonin Varenne est un écrivain français né en 1973 à Paris.

## Biographie
Il réalise des études de philosophie jusqu'à la maîtrise et a habité a l'étranger.
Antonin Varenne participe aux Nuits noires à Aubusson qui se déroulent chaque année début juin, regroupant des lycéens pour débattre et élire le meilleur polar de la sélection de l'année en question. Il fait également partie des auteurs encadrant le projet.

## Prix
- Prix Michel-Lebrun de la Ville du Mans 2009  pour Fakirs[3]
- Prix Sang d'Encre 2009 pour Fakirs
- Prix des lecteurs Quai du polar / 20 minutes 2012 pour Le Mur, le Kabyle et le Marin[4].
- Prix du polar francophone pour Le Mur, le Kabyle et le Marin
- 8e Prix Jean Amila-Meckert 2012 pour Le Mur, le Kabyle et le Marin[5]
- Battues obtient le Prix de la ville de Mauve-sur-Loire, ainsi que le Prix Sable Noir en 2016
- Trois mille chevaux-vapeur, roman d'aventure et premier tome de la trilogie Bowman, est lauréat du prix littéraire de l'Archipel, « récits de l'ailleurs », Saint-Pierre et Miquelon, 2015.